# Expr
expr est un programme Unix qui permet d'évaluer des expressions, notamment pour faire des opérations arithmétiques ou des comparaisons de chaînes de caractères, et de les afficher à l'écran.
Sur un système d'exploitation GNU, expr fait partie du paquet coreutils.